# فایز الطراونه
فایز الطراونه (عربی: فايز الطراونة؛ زادهٔ ۱ مهٔ ۱۹۴۹ – درگذشتهٔ ۱۵ دسامبر ۲۰۲۱) یک سیاست‌مدار اهل اردن بود.
او دومرتبه از ۲۰ اوت ۱۹۹۸ تا ۴ مارس ۱۹۹۹ و از ۲ مه ۲۰۱۲ تا ۱۱ اکتبر ۲۰۱۲ نخست‌وزیر اردن بود.